# Tadahiko Ueda
Tadahiko Ueda, född 3 augusti 1947 i Kyoto prefektur, Japan, död 15 april 2015, var en japansk tidigare fotbollsspelare.